# Israel Chemicals
Israel Chemicals Ltd. (em hebraico: כימיקלים לישראל בע"מ) também conhecida como ICL é uma companhia química multinacional  que desenvolve, produz e comercializa fertilizantes, metais e outros produtos químicos para fins especiais. A sede da empresa fica localizada em Tel Aviv, Israel.
A ICL produz cerca de um terço do brometo do mundo e é o sexto maior produtor mundial de potássio. É fabricante de fertilizantes especiais e fosfatos especializados, retardadores de chama e soluções de tratamento de água.

A ICL é controlada pela maioria pela Israel Corporation (52.3% das ações), um dos maiores conglomerados israelenses.

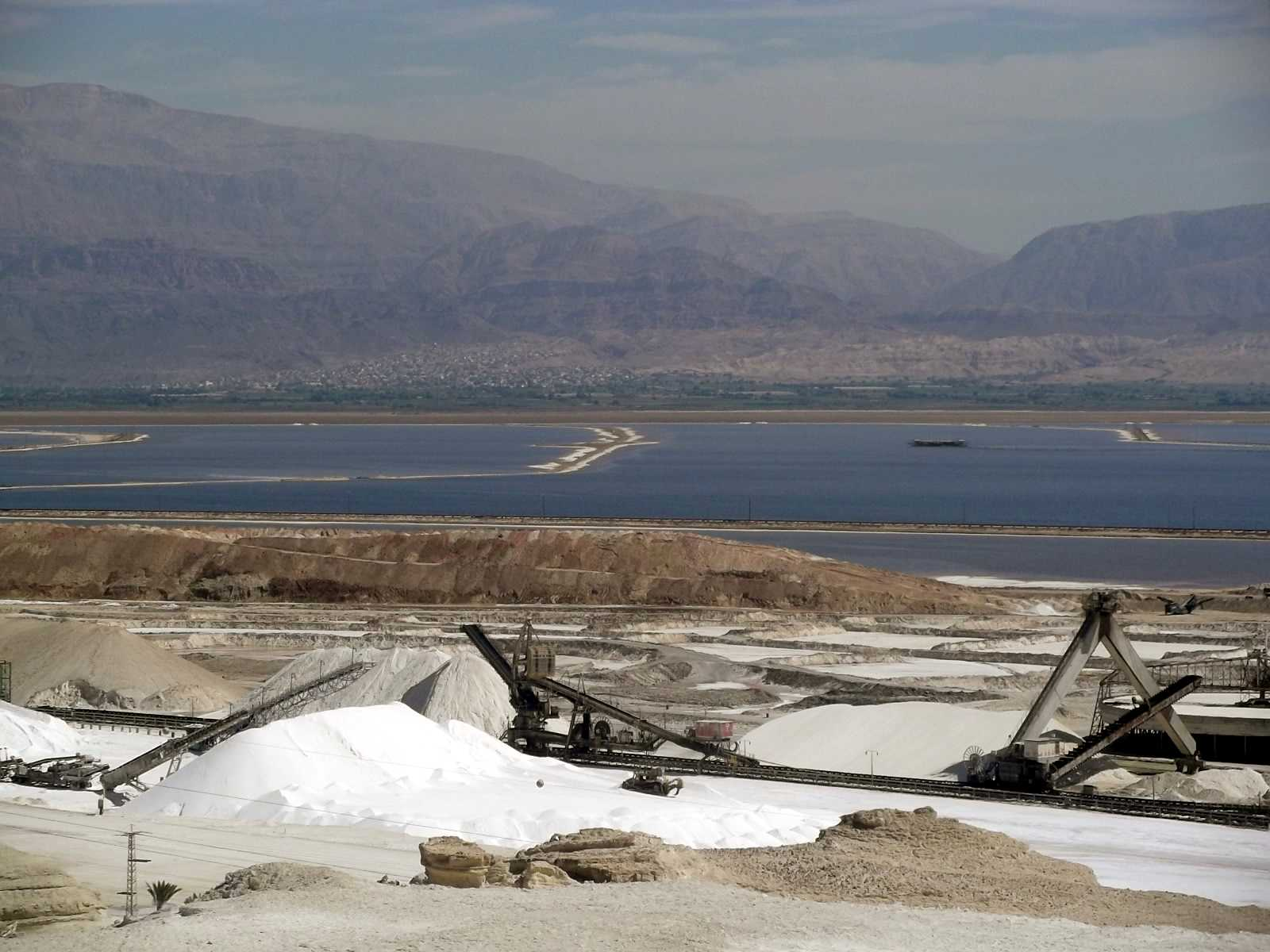
Extração de sal mineral no Mar morto.

## História
A companhia foi fundada em 1968 (hà 49 anos).